# Carlos Ruiz García-Quijada
Carlos Ruiz García-Quijada va ser un militar espanyol.

## Biografia
Militar professional, pertanyia a l'arma d'infanteria. Va arribar a participar en les guerres del Marroc, on va ser condecorat amb la Creu del Mèrit Militar.
El juliol del 1936 ostentava el rang de capità i es trobava destinat Batalló de Muntanya «Madrid» n.° 5, amb base a La Seu d'Urgell. Després de l'esclat de la Guerra civil es va mantenir fidel a la República i posteriorment s'integraria en el nou Exèrcit Popular de la República. Al juny de 1937 va ser nomenat cap d'Estat Major de la 97a Brigada Mixta, unitat amb la qual operaria al front de Terol. Amb posterioritat, ostentaria breument el comandament de la 38a Divisió en el front d'Extremadura.

## Família
El seu germà Alberto va ser un dels defensors de l'Alcàsser de Toledo.